# Línea F1 (AUVASA)
La línea F1 de AUVASA sale del barrio de Covaresa de Valladolid, pasa por el paseo de Zorrilla y los barrios de La Rubia y Arturo Eyríes, y se dirige hacia el Estadio José Zorrilla. Solo circula en días en los que el Real Valladolid juega partidos en casa.

## Historia
Hasta la temporada de La Liga 2018/2019, esta línea prestaba servicio desde la Estación de Autobuses hasta el Estadio. El 6 de julio de 2019 se confirmó el cambio para comenzar a prestar servicio desde Covaresa, mientras que por las estaciones pasa la línea F2.

## Frecuencias
| DÍA             | LUGAR DE SALIDA       | HORARIO                                 |
| --------------- | --------------------- | --------------------------------------- |
| Días de partido | Covaresa              | Una hora antes del comienzo del partido |
| Días de partido | Estadio José Zorrilla | Al finalizar el partido                 |

## Paradas
Nota: Al pinchar sobre los enlaces de las distintas paradas se muestra cuanto tiempo queda para que pase el autobús por esa parada.
| Hacia Estadio Zorrilla                                    | Correspondencia con líneas:     |
| --------------------------------------------------------- | ------------------------------- |
| Cañada Real fte. Col. El Pilar                            | 2 23 B1                         |
| C/ Miguel Delibes 14                                      | 2 23 B1                         |
| C/ Miguel Delibes 40 esq. Unamuno                         | 2 18 19 23 B1                   |
| Pza. Castilla y León 1                                    | 1 B1                            |
| Ctra. Rueda 131 centro deportivo                          | 1 B1                            |
| Pº Zorrilla 203 esq. Vinos de Cigales                     | 1                               |
| Pº Zorrilla 187 esq. Vinos Vega Sicilia                   | 1 B4                            |
| Pº Zorrilla 153 fte. centro comercial                     | 1 18 19                         |
| Pº Zorrilla 133 Bº La Rubia                               | 1 18 19                         |
| Pº Zorrilla 101 LAVA                                      | 1 2 5 16 18 19 23 26 C2 H       |
| Pza. Dr. Quemada igl. Santo Domingo de Guzmán             | 7 10 B4                         |
| Avda. Medina del Campo fte. Barlovento                    | 7 10 B4                         |
| Avda. Medina del Campo fte. 19 Centro Salud Arturo Eyríes | 10 B4                           |
| Avda. Mundial 82 Estadio José Zorrilla                    | F2 F3 F4 F5 F6                  |
| Hacia Covaresa                                            |                                 |
| Avda. Mundial 82 Estadio José Zorrilla                    | F2 F3 F4 F5 F6                  |
| Avda. Medina del Campo 15 fte. Centro Salud Arturo Eyríes | 10 B4                           |
| Avda. Medina del Campo esq. Barlovento                    | 7 10 B4                         |
| Pº Zorrilla 166 fte. LAVA                                 | 1 2 5 16 18 19 23 26 C1 H B1 B4 |
| Pº Zorrilla 198 Bº La Rubia                               | 1 18 19                         |
| Pº Zorrilla 236 centro comercial                          | 1 18 19                         |
| Pº Zorrilla 346 esq. Vinos Ribera de Duero                | 1 B4                            |
| Pº Zorrilla 364 esq. Vinos de Rueda                       | 1                               |
| Ctra. Rueda 204 fte. centro deportivo                     | 1 B1                            |
| Pza. Castilla y León 4 esq. Miguel Delibes                | 1 B1                            |
| C/ Miguel Delibes 1                                       | 2 23 B1                         |
| Cañada Real fte. Col. El Pilar                            | 2 23 B1                         |